# Felipe Antonio Gallego Gorgojo
Felipe Antonio Gallego Gorgojo SJ (* 21. März 1892 in Villaquejida, Provinz León; † 18. April 1959 in Madrid) war ein spanischer römisch-katholischer Ordensgeistlicher und Weihbischof in Santo Domingo in der Dominikanischen Republik.

## Leben
Felipe Antonio Gallego Gorgojo trat am 15. Juli 1909 der Ordensgemeinschaft der Jesuiten bei und empfing am 29. Juli 1925 das Sakrament der Priesterweihe. Von 1927 bis 1928 unterrichtete er am Colegio de Monserrat in Cienfuegos. Er legte am 2. Februar 1928 die ewige Profess ab. Anschließend wirkte er von 1929 bis 1933 als Rektor des Colegio de Dolores in Santiago de Cuba, bevor er Seelsorger in der Pfarrei San José in Camagüey wurde. Ab 1936 war Gallego Gorgojo Pfarrer in Dajabón.
Am 2. Mai 1945 ernannte ihn Papst Pius XII. zum Titularbischof von Arcadia und zum Weihbischof in Santo Domingo. Der Erzbischof von San Cristóbal de la Habana, Manuel Arteaga, spendete ihm am 12. August desselben Jahres in der Kathedrale von Santo Domingo die Bischofsweihe; Mitkonsekratoren waren der Bischof von Ponce, Aloysius Joseph Willinger CSsR, und der Bischof von Camagüey, Enrique Pérez Serantes.
1951 trat Felipe Antonio Gallego Gorgojo als Weihbischof in Santo Domingo zurück. Er starb im April 1959 in Madrid im Alter von 67 Jahren.